# Зграда на Кеју 29. децембра 10-12 у Нишу
Зграда на Кеју 29. децембра 10-12 је објекат који се налази у Нишу. Саграђена је у периоду од 1925. до 1927. године и представља непокретно културно добро као споменик културе Србије.

## Опште информације
Објекат је смештен између Градског парка и јагодинмалског моста. Ова високоспратна кућа подигнута је за сврљишког трговца Љубомира Голубовића и саграђена је 1925. године. Кућа је издвојена у два једнака дела повезана спратном масом, тремом и балконом, у целини. Између њих је пространи отворени пролаз за унутрашњи мањи дворишни простор. Фасада куће поседује богату флоралну и геометријску пластику изведену у малтеру. Са пиластрима, троугластим тимпанонима над прозорима и атиком над бочним крилима кућа поседује све карактеристике стилског традиционализма периода између два светска рата.
Уписана је у регистар Завода за заштиту споменика културе Ниш 1987. године.